# Cas Fritzl
El cas Fritzl fou un escàndol mediàtic que saltà a l'opinió pública l'abril de 2008 quan una dona de 42 anys, Elisabeth Fritzl (nascuda el 6 d'abril de 1966), va declarar a la policia a la ciutat d'Amstetten a Àustria que havia estat mantinguda captiva durant 24 anys en una part oculta del soterrani de la casa de la família del seu pare, Josef Fritzl (nascut el 9 d'abril de 1935), i que l'havia sotmès a múltiples abusos sexuals i violacions durant el seu captiveri. Elisabeth va explicar que el seu pare portava abusant d'ella des dels 11 anys. La relació incestuosa forçada pel seu pare havia resultat amb el naixement de set fills i un avortament involuntari.
Tres dels nens havien estat retinguts amb la seva mare durant tota la seva vida: Kerstin, de 19 anys, i els seus fills Stefan, 18, i Felix, 5. Un nen, de nom Michael, va morir de problemes respiratoris, tres dies després del naixement, tots ells privats d'assistència mèdica; el seu cos fou cremat al forn de casa seva per Josef Fritzl.
Els altres tres nens foren criats per Fritzl i la seva esposa Rosemarie fora del soterrani. Josef hauria obligat a la seva filla a escriure notes on deia que no podia tenir cura i els deixava als seus pares. Aquest havia dissenyat l'aparició d'aquests nens expòsits descoberts fora de casa seva: Lisa de nou mesos en 1993, Monika en deu mesos el 1994, i Alexander als 15 mesos el 1997.
Sembla que Josef ja havia estat a la presó cinc anys per una violació als anys seixanta. Era conegut pels seus viatges a Tailàndia.

## Història del cas
Es creu que Josef Fritzl va començar a abusar de la seva pròpia filla Elisabeth el 1977, tancant-la en un amagatall dins de l'habitatge de la família el 24 d'agost de 1984. El setembre del 1984 va aparèixer una carta manuscrita d'Elisabeth, en la qual explicava als seus pares que deixessin de buscar-la. Entre 1988 i 1989 va néixer Son Kerstin a l'amagatall, la seva primera filla. El seu segon fill, Stefan, va néixer un any després. Al maig de 1993, es va trobar un nen nounat al portal de la casa de la família, al costat de la qual va aparèixer una nota d'Elisabeth en la qual demanava que es cuidessin del nen, i el desembre de 1994 va néixer un altre bebè, Monika. Els pares d'Elisabeth es van fer càrrec dels nens. El maig de 1996, Elisabeth va donar a llum bessons, uns dels quals va morir als tres dies de néixer. Josef Fritzl va confessar haver incinerat el cos a casa. Quan la filla gran, Kerstin, emmalaltí greument, Josef accedí a les peticions d'Elisabeth per dur-la a un hospital, provocant una sèrie d'esdeveniments que conduïren al descobriment dels fets.
Josef Fritzl va ser detingut el 26 d'abril de 2008, amb 73 anys, sota sospita de delictes greus contra els membres de la família i se'n va anar a judici a Sankt Pölten, Àustria el 16 de març de 2009.

Inicialment es va declarar culpable de quatre dels sis càrrecs que s'enfrontava, és a dir, l'incest, la violació, la coacció i el segrest, però va negar els altres dos càrrecs d'assassinat de Michael i el nounat l'esclavitud.

Al tercer dia del judici, es va declarar culpable dels sis càrrecs.
El 19 de març, el quart dia del judici, Josef Fritzl fou condemnat de tots els càrrecs a cadena perpètua.